# 趙秉文
趙秉文（1159年—1232年），字周臣，號闲闲居士。金朝磁州滏阳（今河北磁县）人。
自幼好學，未尝一日废书，早年書法學王庭筠。十七歲時參加乡试。大定二十五年（1185年）進士。初，调任安塞簿。凭着优秀的政绩升迁为邯郸令，迁唐山令。父丧后起复为南京路转运司都勾判官。又遭母丧，起复为应奉翰林文字、同知制诰。因弹劾参知政事胥持国，讥讽、讪笑执政而被免官。不久起为同知岢岚军州事、北京转运司度支判官。泰和二年，任户部主事，迁翰林修撰。大安二年十月，出守宁边州。次年，改任平定州。金宣宗即位，蒙古入侵。赵秉文上书建议迁都山东并将宗室诸王分封各地。贞祐四年，除翰林侍讲学士，五年，转侍读。興定初年，累拜禮部尚書同修国史、知集贤院事。金哀宗時，擔任翰林學士、修国史。开兴元年，蒙古围汴京，赵秉文于五月十二日薨于自宅。秉文累官至翰林侍讀，“历五朝，官六卿”，诏书、册文皆出其手。又工詩畫，刘祁称他“平日字画工夫最深，诗其次，又其次散文”。晚年自称闲闲老人。有《閑閑老人滏水文集》傳世。

## 延伸阅读
[在维基数据编辑]
 《金史·卷110》，出自脱脱《金史》